# Filthy/Gorgeous
"Filthy/Gorgeous" – piąty singel z debiutanckiego albumu amerykańskiej grupy pop dance Scissor Sisters zatytułowanego Scissor Sisters. Utwór został wydany w Wielkiej Brytanii w styczniu 2005 roku i dotarł do #5 miejsca UK Singles Chart, będąc pierwszym utworem grupy, który znalazł się w top 5 na Wyspach Brytyjskich. Piosenka znalazła się na ścieżce dźwiękowej do gry Tony Hawk’s American Wasteland, a także została użyta w czołówce serialu NBC Kath & Kim oraz filmie Męsko-damska rzecz.

## Lista utworów
- 12" vinyl Picture disc (9869801)

1. A1. "Filthy/Gorgeous" – 3:48
2. A2. "Filthy/Gorgeous" (I Love You - See You Next Tuesday mix) – 5:28
3. B. "Filthy/Gorgeous" (Paper Faces mix) – 8:53

- UK CD 1 (9869799)

1. "Filthy/Gorgeous" – 3:48
2. "Filthy/Gorgeous" (Paper Faces vocal mix edit) – 4:33
3. "Mary" (Mylo mix) – 5:55
4. "Filthy/Gorgeous" (music video)

- UK CD 2-DVD (9869800)

1. "Filthy/Gorgeous" ("Filthy Extended" version music video)
2. "Filthy/Gorgeous" – 3:47

## Oficjalne remiksy
1. "Filthy/Gorgeous" (12" extended mix)
2. "Filthy/Gorgeous" (a cappella)
3. "Filthy/Gorgeous" (ATOC vs Superbuddha remix)
4. "Filthy/Gorgeous" (extended original mix)
5. "Filthy/Gorgeous" (I Love You - See You Next Tuesday mix)
6. "Filthy/Gorgeous" (Martini Bros mix)
7. "Filthy/Gorgeous" (Mike Rizzo Filthy Mixshow)
8. "Filthy/Gorgeous" (Paper Faces main mix)
9. "Filthy/Gorgeous" (Paper Faces vocal mix)
10. "Filthy/Gorgeous" (Paper Faces vocal mix edit)
11. "Filthy Georgeous" (12" Anthem edition) by Jackie 'O'

## Notowania
| Lista (2005)             | Najwyższa pozycja |
| ------------------------ | ----------------- |
| Australian Singles Chart | 29                |
| Irish Singles Chart      | 13                |
| UK Singles Chart         | 5                 |